# 鈴木徹郎
鈴木 徹郎（すずき てつろう、1922年 - 1990年3月）は、日本の北欧文学者、児童文学者、翻訳家。
アンデルセン作品の翻訳・研究に取り組み、その人間的実像を紹介した。日本アンデルセン協会事務局長。

## 来歴・人物
長野県生まれ。東京帝国大学中退。1955年宣教師からスウェーデン語を教わり北欧文学の道に入り、スウェーデン・ヘレモズ・インスティテュート卒業、コペンハーゲン大学大学院修了。のちデンマーク語を独習。
1970年『ハンス・ペテルソン名作集 全11巻』で産経児童出版文化賞受賞。1980年『ハンス・クリスチャン・アンデルセン その虚像と実像』で日本児童文学学会奨励賞受賞。1987年『アンデルセン小説・紀行文学全集』で日本翻訳文化賞受賞。日本アンデルセン協会事務局長。

## 著書
- 『いなくなったろん』（藤沢友一絵、実業之日本社） 1971
- 『鈴っ子』（河野日出雄絵、岩崎書店） 1974
- 『ハンス・クリスチャン・アンデルセン その虚像と実像』（東京書籍） 1979
- 『バイキングものがたり 海の大冒険』（帆足次郎絵、岩崎書店） 1980
- 『アンデルセン風物詩 写真と資料でつづる北欧のメルヘン』（小学館） 1983

### 共著
- 『子どもの知恵をのばすねんね話』（まきごろう, 村上幸雄共著、黎明書房） 1963

## 翻訳
- 『アンデルセン』（訳編、太田大八絵、小峰書店、世界偉人自伝全集） 1967
- 『ウッレくんうみをいく』（レイフ・クランツ、ウルフ・ルーフグレン絵、ポプラ社） 1967
- 『ウッレくんジャングルへいく』（レイフ・クランツ、ウルフ・ルーフグレン絵、ポプラ社） 1967
- 『ウッレくんそらをとぶ』（レイフ・クランツ、ウルフ・ルーフグレン絵、ポプラ社） 1967
- 『おばけのラーバン』（インゲル・サンドベルイ、ラッセ・サンドベルイ絵、ポプラ社） 1967
- 『やかまし村の春』（アストリッド・リンドグレーン、イロン・ヴィクランド絵、ポプラ社） 1967
- 『ちびくろ・うーふ・ちびくろ・むーふ』（ヘレン・バンナーマン、村上勉絵、ポプラ社、ちびくろ絵本） 1968
- 『ちびくろ・かーしゃ』（ヘレン・バンナーマン、村上勉絵、ポプラ社、ちびくろ絵本） 1968
- 『ちびくろ・きーば』（ヘレン・バンナーマン、村上勉絵、ポプラ社、ちびくろ絵本） 1968
- 「ハンス・ペテルソン名作集」全11巻（大石真共訳、鈴木義治絵、ポプラ社） 1968 - 1969
  1. 『マグヌスと子りす』
  2. 『マグヌスと馬のマリー』
  3. 『みなとのマグヌス』
  4. 『マグヌスのぼうけん』
  5. 『マグヌスと船の犬』
  6. 『こんにちはリーゼロット』
  7. 『リーゼロットとゆかいななかま』
  8. 『リーゼロットのたんじょう日』
  9. 『ペッテルがやってくる』
  10. 『町へかえったペッテル』
  11. 『ペッテルはなかない』
- 『極楽鳥の島』（ベルイマン、佐藤照雄絵、学習研究社、少年少女学研文庫） 1970
- 『真夜中の暴走』（ハリー・クルマン、藤沢友一絵、講談社） 1971
- 『ちびくんと100台の自動車』（インゲル・サンドベル、イラッセ・サンドベルイ絵、講談社） 1972
- 『ムーミン谷の十一月』（トーベ・ヤンソン、講談社、トーベ・ヤンソン全集8） 1972、のち文庫
- 『白夜の少年兵』（カイ・ショーデルヘルム、藤沢友一画、岩崎書店） 1972
- 『ぼくのつくった家』（インゲル・サンドベルイ、ラッセ・サンドベルイ絵、講談社） 1972
- 「アンデルセン文庫」全15巻（大原ゆり画、岩崎書店） 1975 - 1976
  1. 『マッチ売りの少女』
  2. 『みにくいアヒルの子』
  3. 『小クラウスと大クラウス』
  4. 『はだかの王さま』
  5. 『おやゆびひめ』
  6. 『野のハクチョウ』
  7. 『赤いくつ』
  8. 『すずの兵たいさん』
  9. 『モミの木』
  10. 『ナイチンゲール』
  11. 『イーダの花』
  12. 『人魚姫』
  13. 『雪の女王』
  14. 『五つぶのエンドウ豆』
  15. 『眠りの精オーレおじさん』
- 『絵のない絵本 アンデルセン傑作集』（牧野鈴子絵、集英社、少年少女世界の名作21） 1982
  - 『絵のない絵本』（牧野鈴子絵、集英社、少年少女世界名作の森16） 1990
- 「アンデルセン小説・紀行文学全集」全10巻（東京書籍）　
  1. 『徒歩旅行 / 影絵』 1987
  2. 『即興詩人』 1987
  3. 『O.T.：苦悩の烙印』 1986
  4. 『ただのヴァイオリン弾き』 1987
  5. 『絵のない絵本 / 幸せもののピーア』 1987
  6. 『一詩人のバザール』 1986
  7. 『二人の男爵夫人』 1986
  8. 『スウェーデン紀行 / ディケンズ訪問記 / ポルトガル紀行』 1986
  9. 『生きるべきか死ぬべきか』 1987
  10. 『スペイン紀行』 1987

## 参考
1. ↑  『人物物故代年表』
2. ↑  日本児童文学学会（編集）『児童文学事典』東京書籍、1988年4月、410頁。ISBN 978-4487731916。
3. ↑  『現代日本人名録』1987年